# Griet Albert Ghisendr.
Griet Albert Ghisendr. (geboren um 1395 in Duijst bei Amersfoort; gestorben 1492/1493) war eine niederländische Frau, die eine Marienstatue in Amersfoort entdeckte und die Stadt so zu einem Wallfahrtsort machte.

## Leben
Griet Albert Ghisendr. wurde um 1395 in Duijst bei Amersfoort geboren. Sie fand Erwähnung durch die Entdeckung einer kleinen Marienstatue. Sie war bei Jan Huberts, einem Färber in Amersfoort, angestellt, als ihr wenige Tage vor Weihnachten 1444 Maria erschienen sei und sie dreimal angewiesen habe, eine Statue aus dem gefrorenen Eem zu fischen. Nachdem sie die dritte Anweisung erhalten hatte, kam sie dieser nach und angelte eine Marienstatue aus dem Wasser. Dies wurde ihrem Beichtvater berichtet und er wies sie an, ihm die Statue zu bringen. Sie brachte ihm diese an Heiligabend. Danach wurde die Statue in die Liebfrauenkapelle gebracht und anderthalb Jahre später fand eine Prozession mit der Statue statt und Amersfoort entwickelte sich zu einem Wallfahrtsort. Zwischen 1445 und 1545 sollen an der Statue 542 Wunder geschehen sein, hauptsächlich  Heilungen, die in einem Wunderbuch aufgezeichnet wurden. Von dem Buch sind nur Kopien erhalten geblieben. Mit den Spenden der Pilger wurde der Bau eines Turms an der zu einer Kirche ausgebauten Kapelle finanziert.
Die Geschichte der Entdeckung wurde um 1500 in einer Chronik, verfasst von Jan de Wael, dem Rektor des St. Agnes-Klosters, in Amersfoort aufgezeichnet. Von der Chronik ist ein Auszug aus dem 17. Jahrhundert überliefert. Aus diesem geht hervor, dass die Statue von einer gewissen Geertgen Arents aus Nijkerk am Camperpoort in die Eem geworfen wurde, als sie auf dem Weg war, das St.-Agnes-Kloster zu betreten. Geertgen hatte sich für die eher armselige Statuette geschämt, die sie besaß. Nachdem sie von Griets Entdeckung und den vielen Wundern gehört hatte, gestand sie ihre Tat.
Neben der Chronik des St. Agnes-Klosters ist auch die Kopie eines Gedichts über die Entdeckung aus dem 17. Jahrhundert erhalten geblieben. Es soll auf einer Gedenktafel über Griets Grab in der O.L.V.-Kirche geschrieben worden sein. Daraus leiteten sich ihr mutmaßliches Geburts- und Sterbejahr ab, Daten, die anschließend am Rand der Chronik landeten. Sie wäre ungefähr 98 Jahre alt geworden.
Die Reste der Statuette zeigen, dass es sich um eine Tonpfeifenstatuette handelte, also um ein Massenprodukt.